# Unai Laso
Unai Laso Lizaso, llamado Laso, nacido en Viscarret-Guerendiáin (Navarra) el 13 de mayo de 1997, es un pelotari de pelota vasca en la modalidad de mano, que juega en la posición de delantero. 
Laso debutó en 2016 con 19 años en el frontón Labrit de Pamplona, haciendo pareja junto a Mikel Beroiz y ante Berasaluze II-Larunbe.A pesar de su buen rendimiento desde el debut, su empresa, Baiko, escudada en los problemas económicos derivados de la pandemia de COVID-19, no renovó su contrato junto a los de Víctor Esteban, Iosu Eskiroz y Jon Mariezkurrena, dando lugar a la primera huelga de pelotaris de la historia, que tuvo una duración de 25 días y que se saldó con la readmisión de Laso y los otros tres pelotaris mencionados.
Tras su renovación, Laso alcanzó la final del Campeonato del Cuatro y Medio en 2021, perdiendo frente a Altuna III por 22-20; el 29 de mayo del 2022 se proclamó campeón del campeonato manomanista en el Navarra Arena de Pamplona,y quedó subcampeón en 2022 y 2023 del Campeonato de Parejas, siendo el estandarte de la empresa Baiko. En la edición de 2024, alcanzó de nuevo la final del Manomanista y la perdió frente a Altuna III 22-5.

## Final del Campeonato Manomanista
| Año  | Campeón    | Subcampeón | Tanteo | Frontón       |
| ---- | ---------- | ---------- | ------ | ------------- |
| 2022 | Laso       | Ezkurdia   | 22-7   | Navarra Arena |
| 2024 | Altuna lll | Laso       | 22-5   | Bizkaia       |

## Final del Campeonato del Cuatro y Medio
| Año  | Campeón    | Subcampeón      | Tanteo | Frontón |
| ---- | ---------- | --------------- | ------ | ------- |
| 2021 | Altuna III | Laso            | 22-20  | Bizkaia |
| 2024 | Laso       | Peio Etxeberria | 22-19  | Bizkaia |

## Final del Campeonato de Parejas
| Año  | Campeones            | Subcampeones | Tanteo | Frontón       |
| ---- | -------------------- | ------------ | ------ | ------------- |
| 2022 | Altuna III - Martija | Laso - Imaz  | 22-20  | Bizkaia       |
| 2023 | Elordi - Zabaleta    | Laso - Imaz  | 22-13  | Navarra Arena |